# Vattrad seglare
Vattrad seglare (Tachymarptis aequatorialis) är en fågel i familjen seglare.

## Utbredning och systematik
Vattrad seglare delas in i fyra underarter:
- T. a. lowei – förekommer från Sierra Leone till Nigeria
- T. a. furensis – förekommer i västra Sudan (Darfur)
- T. a. aequatorialis – förekommer från Eritrea och Etiopien till Kamerun, Angola och Moçambique
- T. a. gelidus – förekommer i sydvästra Zimbabwe

### Släktestillhörighet
Idag placeras arten oftast i släktet Tachymarptis tillsammans med alpseglare (T. aequatorialis), men detta har varit omdiskuterat och länge placerades de i det stora seglarsläktet Apus. Skillnaden mellan släktena är att Tachymarptis bland annat har andra fjäderlöss, att ungarna har en annan fotstruktur, att de är större och har en vitare undersida.

## Status och hot
IUCN kategoriserar arten som livskraftig.. 